# Ali Akbar Khan
Pour les articles homonymes, voir Khan (homonymie).
Ali Akbar Khan, né le 14 avril 1922 au Bengale de l’Est (actuel Bangladesh) et mort le 19 juin 2009 à San Francisco, est un musicien et compositeur indien de musique hindoustanie, et un joueur renommé de sarod. Il était considéré en Inde comme un trésor vivant. Il est le fils et l'élève d'Allauddin Khan.

## Biographie
Pour transmettre sa culture et son enseignement, il a fondé le Ali Akbar College of Music (en) à Calcutta en 1956, dont des branches ont été ouvertes en Suisse et en Californie.
Son fils Aashish Khan (en) est lui aussi un joueur de sarod renommé.